# Alin Artimon
Dănuț Alin Artimon (* 31. August 1971 in Timișoara) ist ein ehemaliger rumänischer Fußballspieler und derzeitiger -trainer. Er bestritt in seiner aktiven Laufbahn 61 Spiele in der Divizia A, der höchsten Fußballliga seines Landes.

## Karriere als Spieler
Die Karriere von Artimon begann im Jahr 1989, als er in den Kader der ersten Mannschaft von Rekordmeister Steaua Bukarest kam. Er debütierte am 20. September 1989 im Spiel gegen den FC Inter Sibiu in der Divizia A. Die erste Saison war auch die erfolgreichste seiner gesamten Laufbahn: Neben der Vizemeisterschaft 1990 zog er mit seiner Mannschaft ins Pokalfinale, wo er sich Dinamo Bukarest geschlagen geben musste. Nach einem weiteren zweiten Rang in der Saison 1990/91 verließ er Steaua zum Ligakonkurrenten Gloria Bistrița. Hier kam er jedoch – wie auch bei seiner nächsten Station beim FC Politehnica Timișoara – nur auf einen einzigen Einsatz. Er ging im Sommer 1993 in die Divizia C zu UM Timișoara, verließ den Klub nach einem Jahr zum Lokalrivalen CFR Timișoara in die Divizia B. Dort verpasste er in der Spielzeit 1994/95 die Rückkehr ins Oberhaus.
Im Herbst 1996 verließ Artimon CFR und kehrte zu Politehnica Timișoara zurück. Wie bei seinem ersten Engagement musste er am Ende der Saison 1996/97 erneut aus der Divizia A absteigen. Er wechselte innerhalb der Divizia B zum FC Onești, mit dem er den Aufstieg 1998 perfekt machte. In der Winterpause 1998/99 verließ er den Klub, um erneut bei CFR Timișoara in der Divizia C anzuheuern. Nach einem halben Jahr wechselte er zu FC Drobeta Turnu Severin in die Divizia B, wo er im Jahr 2000 seine Karriere im Alter von 29 Jahren beendete.

## Karriere als Trainer
Nach dem Ende seiner aktiven Laufbahn arbeitete Artimon als Fußballtrainer. In der Saison 2006/07 betreute er den FCU Politehnica Timișoara in der Liga 1, wurde dort nach einem halben Jahr im März 2007 durch Valentin Velcea abgelöst. Im September 2008 wurde er Cheftrainer von CSM Râmnicu Vâlcea in der Liga II, wo er in der Spielzeit 2008/09 den vierten Platz erreichen konnte, was die beste Platzierung in der Vereinsgeschichte darstellt. Wenige Tage vor dem Start in die Spielzeit 2009/10 trat er von seinem Amt zurück, stellte sich eine Woche später aber wieder zur Verfügung. Im März 2010 reichte er erneut seinen Rücktritt ein, nachdem der Vereinspräsident von CSM zu einer Haftstrafe verurteilt worden war.
Ende Juli 2010 übernahm Artimon für wenige Wochen das Training von Juventus Colentina Bukarest in der Liga II, musste Anfang September 2010 aber wieder gehen. Im April 2012 wurde er abermals Cheftrainer von CSM Râmnicu Vâlcea. Im August 2012 trennten sich die Wege wieder. Wenige Wochen später löste er Ion Barbu als Cheftrainer von Farul Constanța ab. Der Klub entließ ihn kurz vor Ende der Spielzeit 2012/13 im April angesichts des drohenden Abstiegs wieder. Im Juli 2013 übernahm er den FC Caransebeș in der Liga III, wurde dort im Februar 2014 abgelöst. Ende Oktober 2014 kehrte er nach Caransebeș zurück. Seit Juli 2015 ist er ohne Verein.

## Erfolge
Als Spieler
- Rumänischer Vizemeister: 1990, 1991
- Finalist im rumänischen Pokal: 1990
- Aufstieg in die Divizia A: 1998